# New Vienna (Ohio)
New Vienna è un villaggio degli Stati Uniti d'America, situato nello stato dell'Ohio, nella contea di Clinton.